# Президентские выборы в США (1976)
Президентские выборы 1976 года в США проходили после ухода в отставку Ричарда Никсона в результате нашумевшего скандала в «Уотергейте». Малоизвестный политик, бывший губернатор Джорджии Джимми Картер был выдвинут от демократов. Республиканским кандидатом был Джеральд Форд, ставший президентом после ухода Никсона. Картер вёл предвыборную кампанию как кандидат, не связанный с политической элитой, и реформатор. Форд же столкнулся с ухудшением экономического положения и с критикой в свой адрес по поводу того, что он амнистировал Никсона: «за все преступления, которые он мог совершить». В результате выборов Картер одержал победу с небольшим преимуществом.
Это был восьмой случай, когда действующий президент США проиграл выборы и первый и пока единственный пример, когда бы этим проигравшим президентом был политик, ранее не выигрывавший президентские выборы и вообще ни разу не участвовавший в них.

## Выборы

### Кампания
Рейган пытался добиться выдвижения, но на съезде Республиканской партии победил президент Форд, а Рейган фактически не поддержал его на президентских выборах.

### Результаты
| Кандидат       | Партия                          | Избиратели | Избиратели | Выборщики |
| Кандидат       | Партия                          | Количество | %          | Выборщики |
| -------------- | ------------------------------- | ---------- | ---------- | --------- |
| Джимми Картер  | Демократическая партия          | 40 831 881 | 50,1       | 297       |
| Джеральд Форд  | Республиканская партия          | 39 148 634 | 48,0       | 240       |
| Рональд Рейган | Республиканская партия          | —          | —          | 1         |
| Юджин Маккарти | независимый                     | 740 460    | 0,9        | 0         |
| Джон Хосперс   | Либертарианская партия          | 172 553    | 0,2        | 0         |
| Лестер Мэддокс | Американская независимая партия | 170 274    | 0,2        | 0         |
| Томас Андерсон | Американская партия             | 158 271    | 0,2        | 0         |
| Питер Камейо   | Социалистическая рабочая партия | 83 380     | 0,1        | 0         |
| другие         | -                               | 218 525    | 0,3        | 0         |
| Всего          | Всего                           | 81 531 584 | 100        | 538       |